# Завизион, Гавриил Тимофеевич
Гавриил Тимофеевич Завизион (1918—1974) — советский военачальник, начальник Военно-научного управления Генерального штаба Вооружённых Сил СССР, генерал-лейтенант танковых войск (19.02.1968), доктор военных наук, профессор.

## Биография
Родился 12 апреля 1918 года в селе Артёмовка (ныне Новоодесский район Николаевской области Украины) в многодетной крестьянской семье. Отец — Тимофей Викторович, рядовой солдат-артиллерист в годы Первой мировой войны, в 1916 году в составе войск Юго-Западного фронта участвовал в Брусиловском прорыве и был награждён солдатским Крестом Святого Георгия IV степени, умер вскоре после рождения Гавриила. Мать — Екатерина Федосьевна. Всего в семье воспитывались пятеро детей.
Окончил семь классов. Работал в колхозе, маляром, грузчиком, кочегаром. Учился в Днепропетровском коксо-химическом техникуме. В 1938 году по комсомольской путёвке поступил во 2-е Саратовское танковое училище. Окончив училище с отличием, по собственному желанию направлен в 18-й танковый полк 9-й танковой дивизии Среднеазиатского военного округа (Мары, Туркменская ССР).
Участник Великой Отечественной войны, убыл на фронт 30 июня 1941 года, его полк переброшен на Западный фронт. Танкисты вступили в бой прямо с железнодорожных платформ.
Командир танкового взвода, с июля 1941 — танковой роты. В июле 1941 года принимал участие в боях под Ельней. По воспоминаниям Г. Т. Завизиона, его батальон Т-26 был головным. Атака проводилась без разведки, буквально указали направление и приказали: «Атакуйте!» При движении по открытому месту танкисты попали под сильный огонь противотанковой артиллерии, атака захлебнулась. «Утром, когда вытащили танки с поля боя, началось самое тяжёлое — похороны. Из разбитых танков надо вытащить всё, что осталось внутри. В каком это всё виде — трудно передать. Первое время после таких похорон я несколько дней не мог ничего есть…»
Позднее воевал на танках Т-34 и КВ: «Это было совсем другое дело: KB и „тридцатьчетверки“ ходили безбоязненно — артиллерия немцев пробить их не могла. Это уже позже немцы приспособили для борьбы нашими танками очень сильную зенитную пушку. А в тот период немецкая пехота не была вооружена ничем существенным против советских танков. А чтобы немец бросил под наш танк гранату, такого случая я не помню за всю войну!..»
7 ноября переброшен под Подольск. В ночь на 7 ноября танкисты прошли своим ходом со станции Москва-Товарная-Курская через всю Москву, в том числе через Красную площадь, на которой днём состоялся военный парад. После трёхдневных боёв под Подольском переброшен к Чёрной Грязи, где прорвались части вермахта. Немецкие войска атаковали одну за другой деревни, выбивая советскую пехоту, части РККА танковыми атакам восстанавливали положение. В частности, трижды приходилось отбивать деревню Поярково (под Волоколамском).
Первую боевую задачу командир танковой роты 145-й отдельной танковой бригады старший лейтенант Г. Т. Завизион получил лично от командующего 16-й армией генерал-майора К. К. Рокоссовского. При уничтожении прорвавшейся группы противника в районе Поярково-Пекино Г. Т. Завизион проявил смелость, отвагу и находчивость, действуя в качестве передового отряда бригады, скрытно подошёл со своей ротой к Волоколамску и на рассвете 20 декабря внезапной атакой ворвался в город. В ходе завязавшегося боя командир роты был тяжело ранен, но не вышел из боя. Его рота удержала захваченный рубеж до подхода главных сил бригады. За этот боевой эпизод старший лейтенант Завизион был награждён орденом Красного Знамени.
После тяжёлого ранения, полученного в декабре 1941 года, находился десять месяцев на излечении в госпиталях. Поступил в Военную академию бронетанковых войск им. И. В. Сталина, которую окончил с отличием в 1944 году. Направлен помощником (позднее — заместитель) начальника оперативного отдела штаба 6-й гвардейской танковой армии. В составе войск 2-го Украинского фронта участвовал в боях на Правобережной Украине, в Румынии, Венгрии, Югославии и Чехословакии.
После окончания войны переброшен в составе армии на Дальний Восток, где 6-я гвардейская танковая армия успешно выполнила свои боевые задачи по разгрому японской Квантунской армии.
Гвардии майор Г. Т. Завизион назначен военным комендантом Порт-Артура, затем в должности заместителя командира танкового полка проходил службу в городе Борзе Забайкальского военного округа. В 1948 году направлен на преподавательскую работу в Военную академию бронетанковых войск им. И. В. Сталина (ВА БТВ). В 1950 году подполковник Г. Т. Завизион поступил в Академию Генерального штаба Вооружённых Сил им. К. Е. Ворошилова, которую окончил с отличием. В аттестации, подписанной генералом армии В. В. Курасовым, отмечалось, что он является перспективным и высоко подготовленным в теоретическом отношении офицером. Вновь направлен в ВА БТВ на должность старшего преподавателя, а затем — заместителем начальника кафедры тактики высших соединений. В 1956 году защитил кандидатскую диссертацию, присвоена ученая степень кандидата военных наук, а через год — учёное звание доцента. В 1957 году полковник Г. Т. Завизион возглавил ведущую кафедру академии — кафедру оперативного искусства.
В 1960 году в СССР проводились крупные военные учения, на которых был задействован профессорско-преподавательский состав академии. В районе Борисоглебска самолёт, на борту которого находился генерал-майор танковых войск (воинское звание присвоено 7 мая 1960 года) Г. Т. Завизион, потерпел катастрофу. Завизион получил серьёзную травму позвоночника, которая надолго вывела его из строя. Однако, как в 1941 году, он мужественно перенёс все мучения и вернулся в строй.
В 1964 году генерал-майор танковых войск Г. Т. Завизион успешно защитил диссертацию на соискание учёной степени доктора военных наук. Служил в Генеральном штабе Вооружённых Сил СССР в должности начальника Военно-научного управления, внёс большой вклад в становление и развитие военной науки, стратегии и оперативного искусства Вооружённых Сил СССР. По оценке военного историка В. А. Жилина, Гавриил Тимофеевич был истинным военным профессионалом, о котором «можно без преувеличения сказать, что отличное знание дела, развитое чувство государственной ответственности, умение организовать коллектив на качественное решение поставленных задач, чуткость и командирская забота о подчиненных — это и есть основные составляющие секрета его успехов».
Умер 1 января 1974 года. Похоронен на Введенском кладбище (29 уч.).

## Мемуары
- Завизион Г. Т., Корнюшин П. А. И на Тихом океане … — М.: Воениздат, 1967.

## Награды и звания
- орден Ленина
- два ордена Красного Знамени (20 марта 1942, 5 мая 1945)
- два ордена Отечественной войны I степени (17 февраля 1945, 21 сентября 1945)
- орден Красной Звезды
- 13 медалей
- а также награды иностранных государств[2].

## Семья
Сын — Юрий Гаврилович, генерал-лейтенант танковых войск, кандидат наук, профессор Академии военных наук Российской Федерации. Внуки — Фёдор и Александр, Фёдор офицер Российской армии, Александр офицер войск Национальной Гвардии РФ (по состоянию на 2016 год, Александр по званию — майор, Фёдор — подполковник). Дочь Наталья Гавриловна по профессии педагог. Работает в Российском Центре науки и культуры. Её сын Даниил учится в Высшей школе экономики